# Pawn Hearts
Pawn Hearts è il quarto album in studio del gruppo progressive inglese Van der Graaf Generator. È stato pubblicato nel 1971 ed è considerato uno dei capolavori del rock progressivo da molti fan del genere.
Nel giugno del 2015 la rivista Rolling Stone ha collocato l'album alla ventiseiesima posizione dei 50 migliori album progressive di tutti i tempi.

## Abbandono dell'idea del doppio album
Pawn Hearts era stato originariamente concepito come doppio album, un po' sulla falsariga di Ummagumma dei Pink Floyd. La prima parte del disco sarebbe diventata l'album che è stato pubblicato, la seconda parte sarebbe stata divisa tra brani personali degli artisti e versioni live-in-studio di vecchie canzoni dei Van der Graaf Generator, come "Killer" e "Octopus".
Il progetto fu poi accantonato, ma quando il catalogo dei Van der Graaf Generator venne rimasterizzato per la ristampa del 2005, molti brani della metà mancante dell'album vennero ritrovati e aggiunti come tracce bonus.
Una versione live-in-studio di "Squid/Octopus" è stata inserita come traccia bonus nell'edizione rimasterizzata dell'album H to He, Who Am the Only One, mentre la ristampa di Pawn Hearts contiene tre brani individuali dei membri della band: "Angle of Incidents", "Ponker's Theme" e "Diminutions".

## Differenze tra l'edizione europea e la statunitense
La pubblicazione statunitense e canadese dell'album contenne una quarta traccia, situata tra "Lemmings" e "Man-Erg", che è l'arrangiamento della band del tema d'apertura e chiusura della BBC Radio 1. Questo brano strumentale, chiamato "Theme One", era originariamente composto da George Martin e venne pubblicato nel 1967. In Europa l'album venne pubblicato senza quest'ultimo brano, che però venne pubblicato nel febbraio del 1972 come singolo, con il brano "W" come b-side.
Le successive ristampe nordamericane saranno identiche all'edizione europea. La versione rimasterizzata del 2005 contiene sia "Theme One" sia "W", entrambe in missaggi differenti rispetto all'album nordamericano e al singolo europeo.

## Tracce
Tutti i brani sono stati composti da Peter Hammill, eccetto dove indicato.

### LP originale[4]
Lato A
1. Lemmings (including Cog) – 11:37
2. Theme One (strumentale) – 2:55 (musica: George Martin) – Presente solo nelle edizioni statunitense e canadese del vinile[5]
3. Man-Erg – 10:20

Lato B
1. A Plague of Lighthouse Keepers – 23:04 (Peter Hammill, Hugh Banton, Guy Evans, David Jackson) – including:

### Edizione rimasterizzata del 2005[6]
1. Lemmings (including Cog) – 11:38
2. Man-Erg – 10:20
3. A Plague of Lighthouse Keepers – 23:06 (Peter Hammill, Hugh Banton, Guy Evans, David Jackson)
4. Theme One (original mix) (strumentale) – 3:11 (musica: George Martin) – (bonus track)
5. W (first version) – 5:00 – (bonus track)
6. Angle of Incidents – 4:44 (Evans) – (bonus track)
7. Ponker’s Theme – 1:24 (Jackson) – (bonus track)
8. Diminutions – 6:00 (Banton) – (bonus track)

## Formazione[4]
Van der Graaf Generator
- Hugh Banton - organo Hammond e Farfisa, pianoforte, Mellotron, sintetizzatore ARP, basso, voce, Bass pedals, effetti
- Guy Evans - batteria, timpani, percussioni, pianoforte
- Peter Hammill - voce principale, chitarra acustica e slide guitar, pianoforte elettrico, pianoforte
- David Jackson - sassofono tenore, contralto e soprano, flauto, voce di supporto, effetti

Produzione
- John Anthony - produttore
- Robin Cable, David Hentschel, Ken Scott - ingegneri
- Paul Whitehead - designer della copertina
- Keith Morris - fotografo

Membri esterni
- Robert Fripp – chitarra elettrica; suona in "Man-Erg" [5:55-7:10] e in "A Plague of Lighthouse Keepers" [8:10-10:20 e verso il termine della canzone]